# Bernard Aluchna
Bernard Aluchna (ur. 20 sierpnia 1937 w Warszawie) – polski pływak, inżynier mechanik, instruktor pływania.
Specjalista w stylu dowolnym (kraulista). Olimpijczyk z Rzymu. 
Reprezentant stołecznych klubów:
- Sparty Warszawa – trener Tadeusz Dzięgielewski
- Legii Warszawa – trener Aleksander Czuperski

Uczestnik Letnich Igrzysk Olimpijskich w Rzymie, gdzie startował w wyścigu na 100 m stylem dowolnym (4 m. w serii eliminacyjnej z czasem 57,9 s; 6 m. w półfinale z czasem  57,8 s) oraz w sztafecie 4 × 200 m stylem dowolnym (5 m. w serii eliminacyjnej z czasem 8:32,0 s).

## Osiągnięcia
- 1960 – mistrz Polski na 100 m stylem dowolnym
- 1961 – mistrz Polski na 100 m stylem dowolnym